# Гейлани, Фатима
Фатима Гейлани (пушту فاطمه گیلانی‎; род. 1954, Кабул) — активистка за права женщин, афганский политический лидер, ранее занимавшая пост президента Афганского общества Красного Полумесяца. Была признана одной из 100 женщин Би-би-си 2021 года.

## Биография
Фатима — дочь Ахмеда Гейлани, основателя Национального исламского фронта Афганистана (НИФА), воевавшего против Советов в Афганской войне. Она окончила среднюю школу Centre d’Enseignement Français в Афганистане, затем получила степень магистра персидской литературы в Национальном университете Ирана и степень по исламоведению в Мусульманском колледже в Лондоне. Находясь в изгнании в Лондоне в 1980-х годах, она работала представителем партии NIFA на Западе.
После того, как талибы взяли под свой контроль Афганистан в 1996 году, она убедила Мухаммада Саида Тантави, великого имама аль-Азхара, издать фетву, осуждающую запрет талибов на образование девочек. После падения режима талибов в 2001 году она вернулась в Афганистан в качестве делегата на Лойя джирге 2002 года, а затем для участия в разработке новой конституции.
С 2005 по 2016 год она была президентом Афганского общества Красного Полумесяца. В 2017 году она была председателем Конференции Красного Креста.
Во время мирного процесса в Афганистане после 2018 года она была членом переговорной группы афганского правительства. Выздоравливая от рака, она была одной из четырёх женщин, участвовавших в переговорах с талибами в Дохе, Катар, в 2020 году.
После падения Кабула в августе 2021 года она заявила, что переговорная группа была близка к мирному соглашению, «а затем, упс — президент исчез. Ради бога».
Она была признана одной из 100 женщин Би-би-си 2021 года.